# Sarah Sailer
Sarah Sailer (8 de diciembre de 1996) es una deportista alemana que compite en ciclismo en la modalidad de BMX. Ganó una medalla de oro en el Campeonato Europeo de Ciclismo BMX de 2016.

## Palmarés internacional
| Campeonato Europeo | Campeonato Europeo | Campeonato Europeo | Campeonato Europeo |
| Año                | Lugar              | Medalla            | Competición        |
| ------------------ | ------------------ | ------------------ | ------------------ |
| 2016               | Verona (Italia)    | Medalla de oro     | Carrera            |